# Década de 940
Séculos: (Século IX - Século X - Século XI)
Décadas: 890 900 910 920 930 - 940 - 950 960 970 980 990
Anos: 940 - 941 - 942 - 943 - 944 - 945 - 946 - 947 - 948 - 949